# Megabeat
Megabeat war eine spanische Elektro- und Techno-Gruppe aus Valencia, die von 1990 bis 1992 aktiv gewesen ist und heute unter dem Namen Interfront firmiert.
Die Gruppe benutzte u. a. auch die Namen Invisible und The Sun Corporation. Mitglieder waren Fran Lenaers, Julio „Nexus“ und Gani Manero. Sie erlangte nur in Spanien Bekanntheit. Nach der Auflösung der Gruppe setzte Julio Nexus das Projekt unter dem Namen Interfront fort. Die Musik der Gruppe hat ihren Ursprung in der auch unter dem Namen „Bakalo“ bekannten „Valenzianischen Bewegung“, innerhalb derer verschiedenen Richtungen der kommerziellen Tanzmusik der beginnenden 1990er verbunden sind.

## Diskografie
- Interfront (Invisible 1)
- Es imposible, no puede ser... (Invisible 2)
- War!!
- Serie Megabeat (5 Platten)
- Fuego camina conmigo
- Interfront – Limits